# Élection présidentielle gabonaise de 1967
L'élection présidentielle gabonaise de 1967 a eu lieu le 19 mars 1967. Léon M'ba l'emporte avec 100 % des suffrages (car aucun autre candidat n'ose se présenter), alors qu'il est hospitalisé à Paris, où il est soigné pour un cancer. Il meurt en France le 27 novembre 1967 sans jamais être revenu au Gabon. 

## Résultats
| Candidats                               | %     | Suffrages |
| --------------------------------------- | ----- | --------- |
| Léon M'ba (Parti démocratique gabonais) | 100 % | 346 587   |